# Sporisorium bothriochloae
Sporisorium bothriochloae är en svampart som först beskrevs av L. Ling, och fick sitt nu gällande namn av Vánky 2004. Sporisorium bothriochloae ingår i släktet Sporisorium och familjen Ustilaginaceae.   Inga underarter finns listade i Catalogue of Life.